# William Scull
William Scull est un boxeur cubain né le 6 juin 1992 à Matanzas.

## Carrière
Passé dans les rangs professionnels en 2016, il s'empare du titre vacant de champion du monde des poids super-moyens IBF le 19 octobre 2024 après sa victoire aux points contre le Russe Vladimir Shishkin mais est battu dès le combat suivant par Canelo Álvarez le 3 mai 2025.